# Ribellione di Mohammad Khan Baluch
La Ribellione di Mohammad Khan Baluch (detta anche Ribellione del 1733 a Nadir) fu un tentativo di ribellione di parte della Persia al governo safavide. Dopo la sconfitta e l'espulsione degli ottomani da Baghdad ad opera di Nadir il comandante locale che era stato posto a capo di una guarnigione di 12000 uomini per mantenere l'assedio alla città, Mohammad Khan Baluch, fuggì in Mesopotamia e ritornò nella Persia del sud dove, sfruttando il calo di prestigio di Nadir dopo la sua sconfitta a Samarra ad opera di Topal Pasha, innalzò la bandiera della ribellione incitando il paese a liberarsi dei persiani.

## Nadir abbandona la Mesopotamia
Ritornando dalla battaglia di fronte ai cancelli di Baghdad, Mohammad Khan Baluch colse l'opportunità del vuoto di potere e d'autorità nel paese per cercare di crearsi un proprio feudo indipendente. Dopo la decisiva vittoria degli ottomani nella prima campagna di Mesopotamia di Nadir, il generale persiano cercò di ricostruire velocemente il suo esercito riuscendo a piegare gli ottomani catturandone tutti i cannoni e l'intero treno bagagli. Intenzionato a prendere Baghdad venne però alla fine costretto a rinunciare all'idea per lo scoppio della ribellione di Mohammad Khan. Marciando verso sudest Nadir venne raggiunto da Tahmasp Khan Jalayer e dal governatore di Kohgiluyeh.

## La repressione della ribellione
Mohammad Khan si era accampato a nordest di Shiraz in una valle, pensando che solo Tahmasp Khan Jalayer ed il governatore di Kohgiluyeh stessero marciando contro di lui. Quando si seppe che Nadir stava accompagnando la sua armata, i ribelli e Mohammad Khan iniziarono a fuggire senza alcun combattimento. Nello sforzo di riassemblare la gloria di Alessandro Magno, Mohammad Khan caricò personalmente Nadir con una carica di 300 cavalieri scelti armati di lancia. Questo diede prova di essere inutile e i ribelli vennero battuti, costringendo Mohammad Khan a fuggire con un gruppo di cavalieri.

## La macabra sorte di Mohammad Khan
Il capo dei ribelli si rifugiò a Shiraz e poi sulla costa del Golfo Persico dove cercò di scappare su un'isola grazie all'aiuto di alcuni pirati locali. Egli venne comunque arrestato e portato prigioniero a Nadir che ordinò di cavargli gli occhi. Nadir ordinò inoltre per rappresaglia che i centri abitati a sud connessi con la rivolta fossero posti a ferro e fuoco e molte tribù vennero costrette a migrare ad est. Mohammad Khan Baluch morì poco dopo a causa delle ferite riportate.